# Lauterbrunnen
Lauterbrunnen (niem. lauter = czyste; Brunnen = źródło) – gmina (niem. Einwohnergemeinde) w Szwajcarii, w kantonie Berno, w regionie administracyjnym Oberland, w okręgu Interlaken-Oberhasli.  Leży w Berner Oberland, w dolinie Lauterbrunnental. Gmina składa się z miejscowości Lauterbrunnen, Wengen, Mürren, Gimmelwald, Stechelberg oraz Isenfluh. Przez dolinę Lauterbrunnental przepływa rzeka Weisse Lütschine, która ma swe źródło w górnych partiach doliny. Topniejący śnieg z lodowca powoduje, że wody tej rzeki są bardzo czyste i chłodne. 
Lauterbrunnen otoczone jest przez wysokie szczyty Alp Berneńskich, np.: Gletscherhorn, Äbeni Flue, Lauterbrunnen Breithorn, Tschingelhorn, Eiger, Mönch i Jungfrau.

## Transport
Lauterbrunnen ma połączenie kolejowe (Berner-Oberland-Bahn) z Interlaken. Kolej Wengernalpbahn prowadzi na przełęcz Kleine Scheidegg i dalej do Grindelwaldu. Istnieje także połączenie z Mürren kolejką linową i dalej pociągiem kolei górskiej Lauterbrunnen–Mürren. Inną drogą do Mürren istnieje połączenie autobusowe do Stechelberga, a później kolejką linową Stechelberg–Mürren–Schilthorn.
Przez teren gminy przebiega droga główna nr 222.

## Galeria

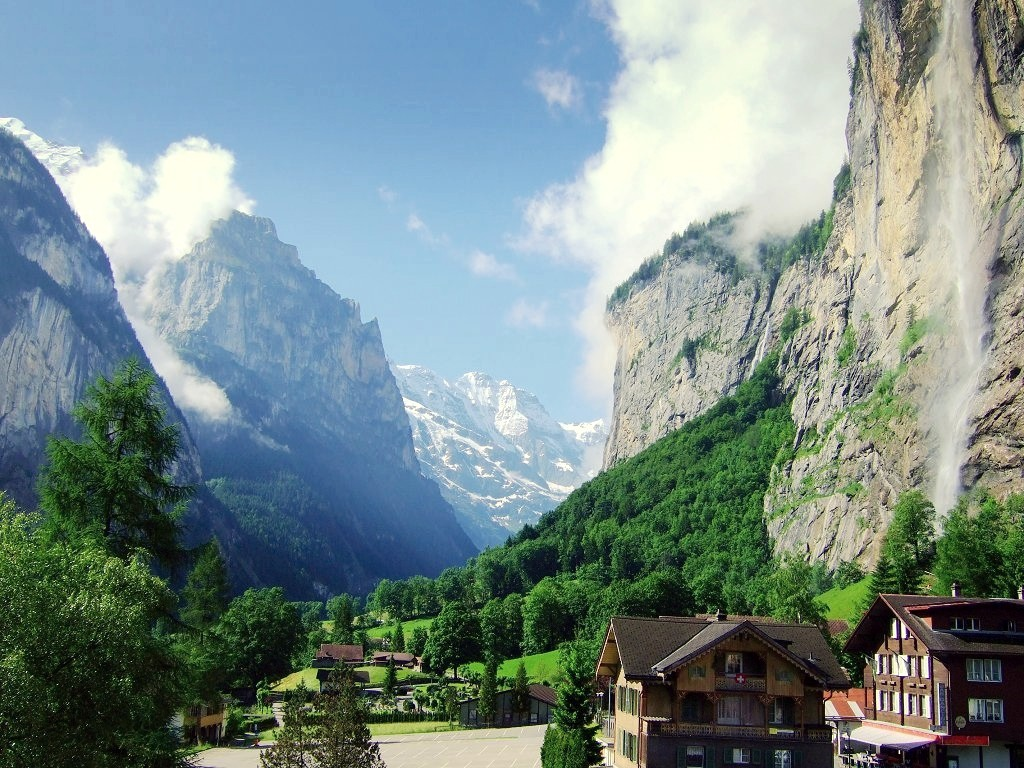
Dolina Lauterbrunnental
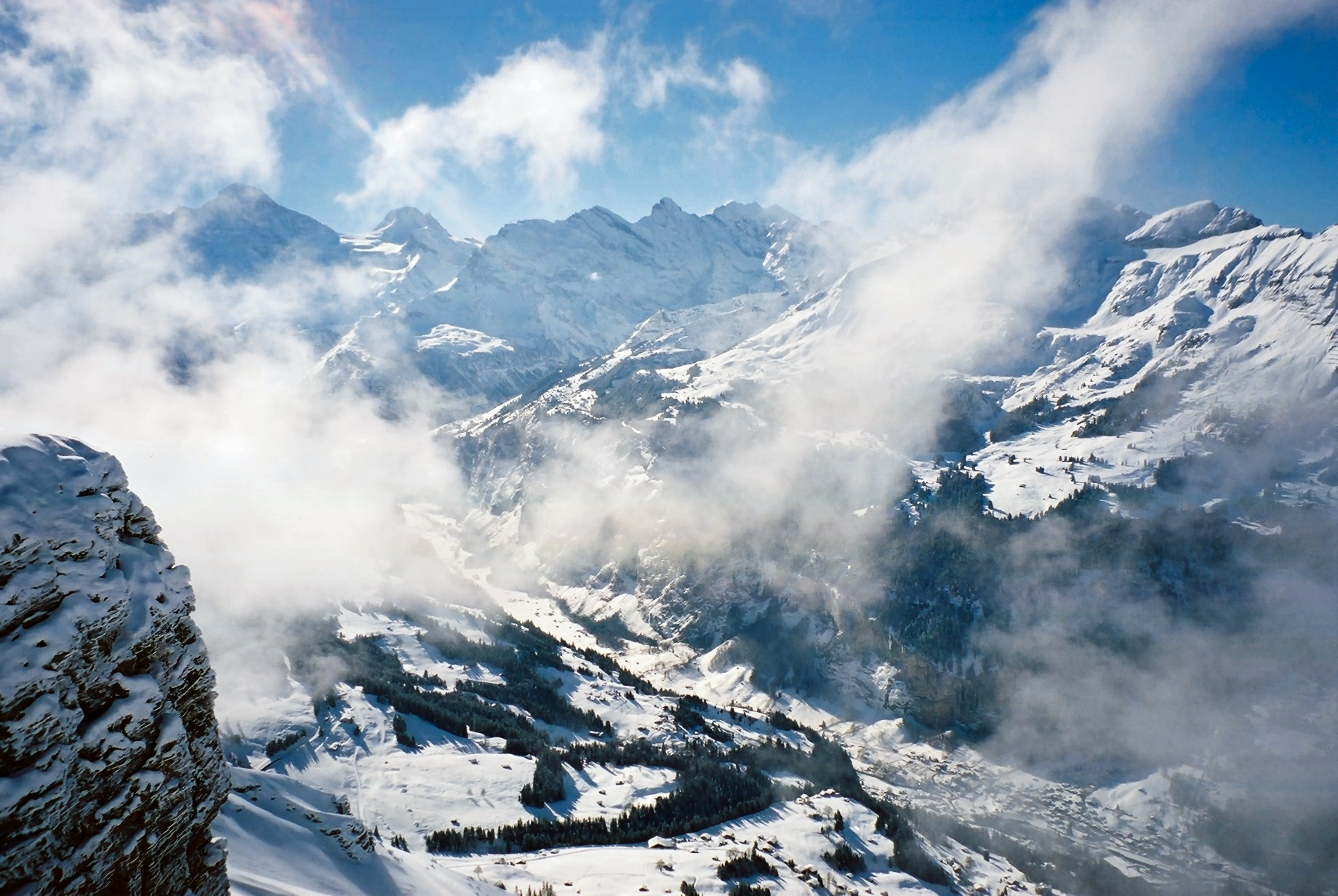
Lauterbrunnental w zimie
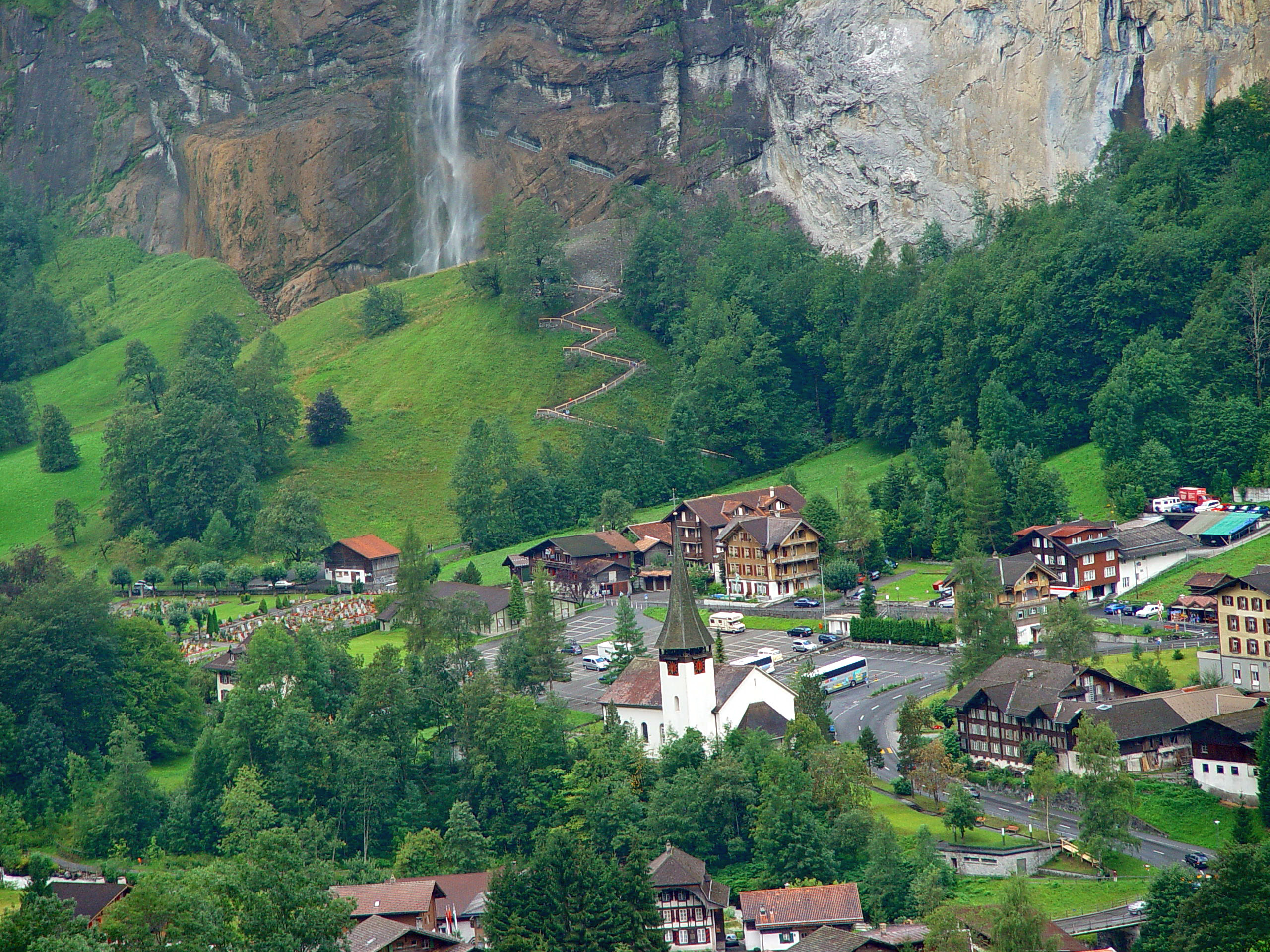
Lauterbrunnen
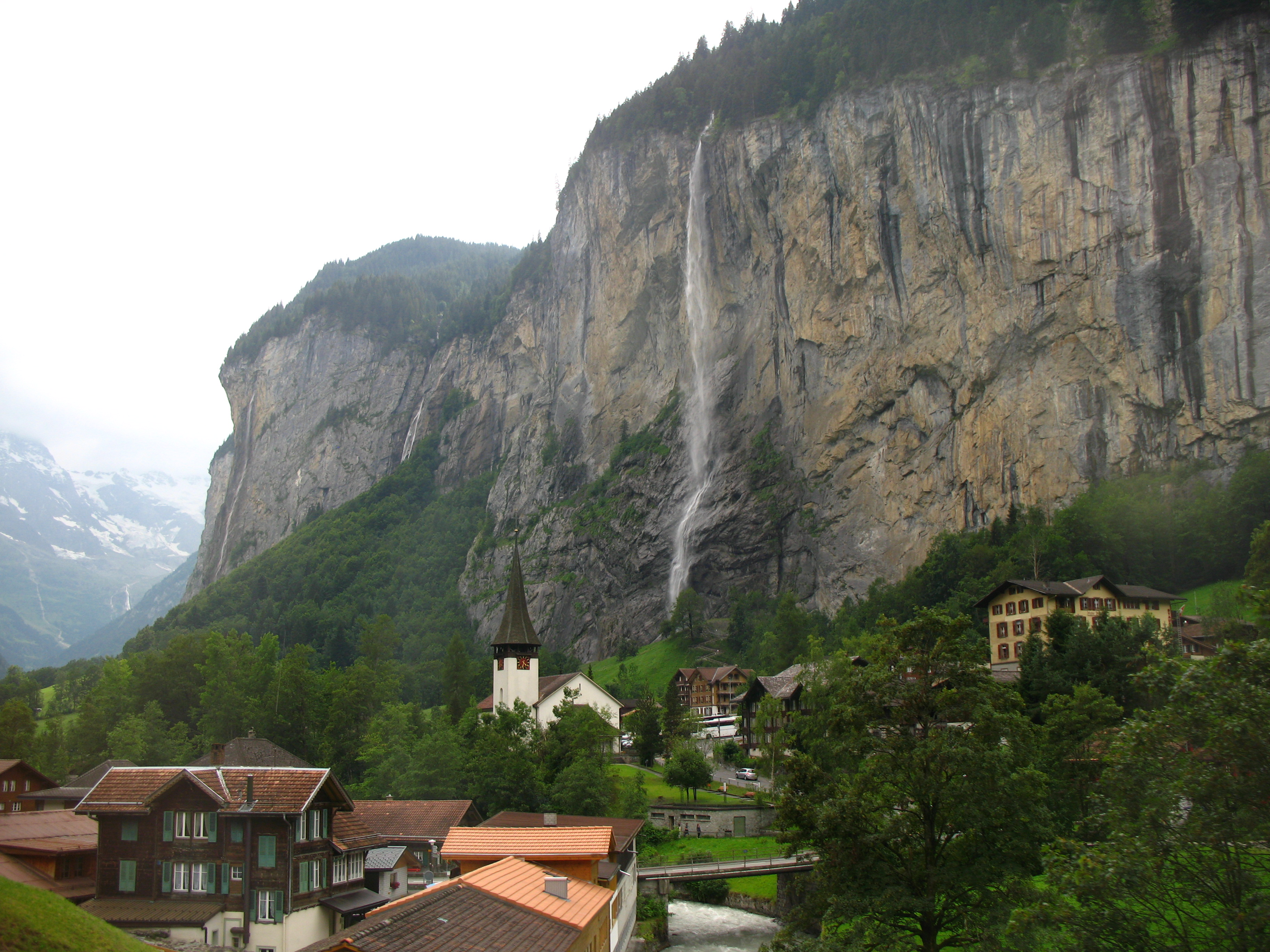
Lauterbrunnen i wodospad Staubbachfall